# Wladislaus van Bytom
Władysław van Bytom (1277/83 - rond 8 september 1352) was hertog van Koźle in Silezië in de periode 1303-1334, hertog van Bytom vanaf 1316, hertog van Toszek vanaf 1329 en hertog van Siewierz in 1328-1337. Hij was de tweede zoon van hertog Casimir van  Bytom en diens echtgenote Helena.
In 1303 kreeg Władysław van zijn vader de stad Koźle. Om onbekende redenen kreeg  Władysław bij de dood van zijn vader in 1312 alleen Koźle en ging de hoofdstad van het hertogdom, Bytom, naar zijn jongere broer Ziemowit. De twee zoons van Casimir I die een kerkelijke loopbaan waren begonnen kregen ook gebieden: Bolesław verwierf Toszek en Mieszko kreeg Siewierz (een andere broer, George werd medeheerser van  Władysław, die in feite echter het volledige bestuur opnam).
In 1316 nam Władysław het bestuur van Bytom op. Een jaar eerder (1315) waren zijn broers Bolesław en Mieszko in Hongarije gaan wonen en hadden hun landen onder het regentschap van Władysław achtergelaten. In 1328 zag Mieszko formeel af van zijn gezag over Siewierz ten voordele van  Władysław en een jaar later (1329) kon de hertog van Koźle door het overlijden van zijn andere broer Bolesław alle vaderlijke gebieden onder zijn gezag samenbrengen. De hereniging zou echter niet lang duren. Door aanhoudende financiële moeilijkheden moest Władysław een deel van zijn nalatenschap verkopen. In 1334 stond hij de stad Koźle af aan zijn neef Leszek van Ratibor voor de som van 4.000 zilverstukken, met de afspraak dat in geval hij zou overlijden zonder nakomelingen, Koźle zou terugkeren naar het hertogdom Bytom. Leszek stierf twee jaar later en overeenkomstig de afspraken moest Koźle terugkeren naar Władysław, maar hij werd spoedig daarop verplicht om zijn gebieden af te staan aan zijn oudste zoon Casimir, en na diens dood in 1347 kwam de stad bij zijn jongere broer Bolesław terecht.
In 1337 leed Władysław verder gebiedsverlies. In mei verkocht hij Siewierz aan hertog Casimir I van Cieszyn en op het einde van het jaar gaf hij zijn neef Bolesław II van Opole de stad Toszek voor 100 zilverstukken. Robnd 1340 besliste Władysław Gliwice als een afzonderlijk hertogdom af te staan aan zijn broer.
Władysławs wijzigde zijn uiterst voorzichtige buitenlandse politiek. Tijdens de Pools-Boheemse oorlog van de jaren 1345-1348 koos hij de zijde van de Poolse koning, vooral na de onverwachte overwinningen bij Pogoń (thans Sosnowiec) en Lelów. In 1345 kon Władysław de aanval van de Boheemse troepen afslaan en in februari 1346 sloot hij een verdrag met koning Casimir III van Polen, waarbij deze laatste militaire steun beloofde tegen Bohemen. Na 1348 werd Władysław echter opnieuw een bondgenoot van Bohemen.
Na zijn dood werden zijn bezittingen geërfd door zijn enige overlevende zoon, Bolesław. Vóór zijn dood sloot Władysław een overeenkomst met de koning van Bohemen, waarin werd bepaald dat vrouwelijke erfopvolging mogelijk was. Dit gebeurde effectief in 1355 en leidde tot de splitsing van  Bytom tussen de hertogen van Oleśnica en Cieszyn.
Rond 21 september 1308 trouwde Władysław met Beatrix (1270 – 1316), dochter van Otto V de Lange, markgraaf van Brandenburg-Salzwedel en weduwe van Bolko I de Strenge, hertog van  Świdnica. Zij hadden twee kinderen:
1. Casimir (1312 - rond 2 maart 1347).
2. Euphemia (1313? - 3 januari 1378), in 1333 gehuwd met hertog Koenraad I van Oels.

In 1328 hertrouwde Władysław met Ludgarda (1310 - 1362), dochter van Hendrik II de Leeuw, vorst van Mecklenburg en heer van Stargard. Zij hadden zes kinderen:
1. Agnes (1328 - 7 april 1362), abdis van Trzebnica (1348).
2. Catharina (1329/30 - na 29 mei 1377), abdis van Trzebnica (1362).
3. Bolesław (1330 - rond 4 oktober 1355).
4. Beatrix (1335 - 20 februari 1364), in 1357 gehuwd met graaf Berthold van Hardegg.
5. Elencza (- 9 juli 1339), non in Racibórz.
6. een zoon.